# Los Ranchos, Huixtán
Los Ranchos är en ort i Mexiko.   Den ligger i kommunen Huixtán och delstaten Chiapas, i den sydöstra delen av landet, 800 km öster om huvudstaden Mexico City. Los Ranchos ligger 2 283 meter över havet och antalet invånare är 355.
Terrängen runt Los Ranchos är kuperad, och sluttar österut. Runt Los Ranchos är det ganska tätbefolkat, med 90 invånare per kvadratkilometer. Närmaste större samhälle är San Cristóbal de las Casas, 18,2 km väster om Los Ranchos. I omgivningarna runt Los Ranchos växer huvudsakligen savannskog.